# Benledning

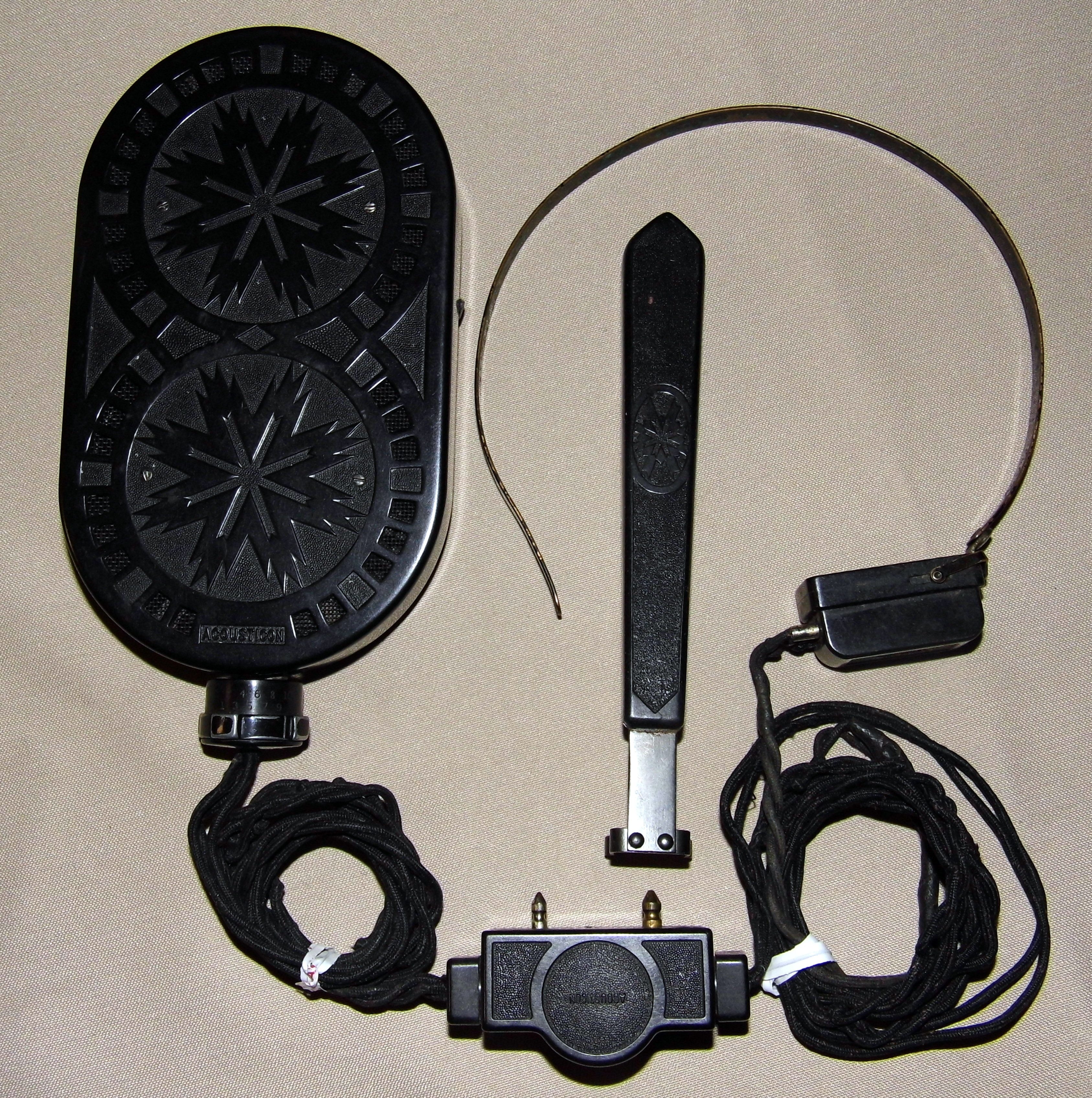
Vintage akustisk hörapparat från Dictograph Products Company, tillverkad i USA, cirka 1934.

Benledning är ett sätt att överföra ljud genom vibrationer i skallbenet direkt till innerörat, utan att ljudet passerar genom trumhinnan. Detta används naturligt i vissa situationer, som när vi hör vår egen röst, och kan också utnyttjas i utrustning som hörapparater. Benledning är särskilt användbart för personer med skador på ytter- eller mellanörat, eftersom det kringgår de delar av örat som kan vara skadade.
Benledning förstärker lägre frekvenser, vilket är orsaken till att vår egen röst låter ljusare på inspelningar.